# روبرت كامبل (سياسي كندي، مواليد 1922)
روبرت كامبل هو سياسي كندي، ولد في 27 أبريل 1922 في Alberton, Prince Edward Island ‏ في كندا، وتوفي في 31 مايو 1992 في تشارلوت تاون في كندا. نشط حزبياً في الحزب الليبرالي في جزيرة الأمير إدوارد ‏. وقد انتخب Legislative Assembly of Prince Edward Island ‏ عن دائرة 1st Prince ‏ (1962 – 1992).